# Lista de municípios do Amazonas por regiões geográficas intermediárias e imediatas

Regiões Geográficas do Estado do Amazonas. Os contornos das regiões intermediárias estão em vermelho e os contornos das imediatas em cinza.

Esta é uma lista de municípios do Amazonas por regiões geográficas intermediárias e imediatas agrupados por regiões geográficas intermediárias e imediatas, instituídas pelo IBGE em 2017. Este recorte geográfico substituiu as mesorregiões e microrregiões respectivamente, que haviam sido instituídas em 1989.
O estado possui 62 municípios distribuídos por onze regiões imediatas, que por sua vez estão distribuídas em quatro regiões intermediárias . Faz fronteiras Roraima (norte); Pará (leste); Mato Grosso e Rondônia (sul); Acre (sudoeste) e ainda a Venezuela (norte) e Colômbia e Peru (oeste).

## Região Intermediária de Manaus (1301)

### Região Imediata de Manaus
| - Autazes - Borba - Careiro - Careiro da Várzea - Iranduba | - Manaquiri - Manaus - Nova Olinda do Norte - Presidente Figueiredo - Rio Preto da Eva |

### Região Imediata de São Gabriel da Cachoeira
- Barcelos
- Santa Isabel do Rio Negro
- São Gabriel da Cachoeira

### Região Imediata de Coari
| - Anori - Beruri | - Coari - Codajás |

### Região Imediata de Manacapuru
| - Anamã - Caapiranga | - Manacapuru - Novo Airão |

## Região Intermediária de Tefé (1302)

### Região Imediata de Tefé
| - Alvarães - Carauari - Fonte Boa - Japurá - Juruá | - Jutaí - Maraã - Tefé - Uarini |

### Região Imediata de Tabatinga
| - Amaturá - Atalaia do Norte - Benjamin Constant - Santo Antônio do Içá | - São Paulo de Olivença - Tabatinga - Tonantins |

### Região Imediata de Eirunepé
| - Eirunepé - Envira - Guajará | - Ipixuna - Itamarati |

## Região Intermediária de Lábrea (1303)

### Região Imediata de Lábrea
| - Boca do Acre - Canutama - Lábrea | - Pauini - Tapauá |

### Região Imediata de Manicoré
| - Apuí - Humaitá | - Manicoré - Novo Aripuanã |

## Região Intermediária de Parintins (1304)

### Região Imediata de Parintins
| - Barreirinha - Boa Vista do Ramos - Maués | - Nhamundá - Parintins |

### Região Imediata de Itacoatiara
| - Itacoatiara - Itapiranga - São Sebastião do Uatumã | - Silves - Urucará - Urucurituba |